# Tiger (Schiff, 1900)
Die Tiger war eins von sechs Kanonenbooten der Iltis-Klasse der Kaiserlichen Marine, die speziell für den Dienst in den überseeischen Kolonien gebaut worden waren.
Die beiden ersten Boote der Klasse, Iltis und Jaguar, hatten vier 8,8-cm-Geschütze; die nachfolgenden vier Schwesterschiffe waren stattdessen mit jeweils zwei 10,5-cm-Schnellladekanonen ausgestattet. Um ihren Aktionsradius zu erhöhen, trugen die Boote Segeltakelage. Trotz ihrer geringen Größe waren sie ausgesprochen seetüchtig und manövrierfähig.
Die Tiger war 65,2 m lang und 9,1 m breit, hatte 3,5 m Tiefgang und verdrängte maximal 1.108 Tonnen. Zusätzlich zu ihren zwei 10,5-cm-Kanonen trug sie sechs 3,7-cm-Maschinenkanonen. Zwei Verbunddampfmaschinen mit dreifacher Dampfdehnung gaben ihr eine Höchstgeschwindigkeit von 14 Knoten. Der Aktionsradius unter Dampf betrug 3.400 sm bei 9 Knoten Marschgeschwindigkeit; durch Benutzung der Segel bei längeren Fahrten konnte dieser jedoch erheblich erweitert werden. Die Besatzung bestand aus 130 Mann.

## Stationsdienst
Die Tiger lief am 15. August 1899 bei der Kaiserlichen Werft in Danzig vom Stapel und wurde am 3. April 1900 in Dienst gestellt. Nach Probe- und Ausbildungsfahrten bis Ende Mai wurde sie am 17. Juni 1900 nach Ostasien in Marsch gesetzt. Zeitweise marschierte sie zusammen mit dem Großen Kreuzer Fürst Bismarck. Auf der Fahrt lief sie am 21. Juli beim Kohlen vor der Insel Perim am Südausgang des Roten Meers auf Grund. Erst zwei Tage später kam sie wieder frei und dampfte nach Hongkong, wo sie vom 30. August bis zum 12. September repariert wurde. Am 22. Oktober erreichte sie schließlich Tsingtau. Anfangs für die Häfen am Gelben Meer zuständig, versah sie wie die Schwesterschiffe auch Dienst auf dem Jangtsekiang und besuchte Häfen in Korea und Japan.
1902 diente sie im Januar dem Geschwaderchef des Ostasiengeschwaders zu einem Besuch des Königs Chulalongkorn von Siam in Bangkok und war überwiegend im Südbereich tätig. Bei Ausbruch des Russisch-Japanischen Krieges war die Tiger von Mitte Februar bis Anfang März 1904 vor Tschemulpo stationiert, um während der Landung japanischer Truppen gegebenenfalls deutsche Staatsangehörige zu evakuieren. Ab Anfang März 1904 war sie für Vermessungsarbeiten des Küsten- und Flussbereichs von Kiautschou unter Aufnahme eines extra für diese Fahrt eingeschifften Fachdetachements eingesetzt. Von April bis Anfang August wurde die Küste vor Saigon bis Tongku abgefahren. Am 23. August 1904 versuchte die Tiger vergeblich den verschollenen Ersten Admiralstabsoffizier des Kreuzergeschwaders, Kapitänleutnant Alfred Ritter Hentschel von Gilgenheimb (* 1870), Sohn von Leopold Hentschel von Gilgenheimb, zu finden. Dieser hatte nach Zustimmung der Japaner gemeinsam mit einem französischen Offizier die von Japan belagerte Festung Port Arthur, welche bei den Kämpfen um das russische Hauptquartier eingeschlossen worden war, auf einer chinesischen Dschunke verlassen dürfen und war dann bei der Fahrt von der chinesischen Schiffsbesatzung ermordet worden. Diese wurde später aufgrund des Vorfalls hingerichtet.
Im Jahr 1905 wechselte wieder das Stationsgebiet des Schiffes. Am 20. November 1905 verstarb während der Schiffsreparatur in Shanghai der Schiffskommandant, Kapitänleutnant Deimling. Er wurde posthum zum Korvettenkapitän ernannt. Sein Grab findet sich auf dem Karlsruher Hauptfriedhof. Am 15. Dezember 1905 holte die Tiger, da die Gesandtschaft aufgelöst worden war, den Vertreter des Deutschen Reiches in Korea, Conrad von Saldern, aus Tschemulpo ab. Am 19. Dezember 1905 war sie wieder in Shanghai. Hier musste die Tiger gemeinsam mit der Vaterland aufgrund schwerer Unruhen die Landungskorps, welches die Fremdenniederlassungen schützen sollte, ausschiffen. Die Jaguar wurde zur Unterstützung entsandt. Am 30. Januar 1906 konnte die Tiger den Hafen verlassen und war bis Jahresende wieder in der ursprünglichen Aufgabe eingesetzt.
Im Juni 1907 führte der Geschwaderchef, Konteradmiral Carl von Coerper, mit dem Kleinen Kreuzer Leipzig, der Tiger und dem Torpedoboot S 90 eine Fahrt den Jangtse aufwärts durch, um sich über die dortigen deutschen Wirtschaftsinteressen zu informieren.
Die Tiger wechselte häufig im Stationsgebiet, nahm gelegentlich auch Vermessungsarbeiten wahr und begleitete die Fürst Bismarck mit dem Geschwaderchef auf zwei Reisen durch Niederländisch-Indien am Anfang der Jahre 1907 und 1909.
Beim Ausbruch der Chinesischen Revolution 1911 befand sich die Tiger vor Chongqing und lief nach Hankau, wo der Chef des Kreuzergeschwaders seine Kräfte konzentrierte. Die Tiger ging aber bald weiter nach Nanjing und nach Tsingtau. Die ersten vier Monate des Jahres 1912 verbrachte sie im ruhigeren Südbereich, dann folgten Einsätze im Norden und auf dem Jangtse.
Im Januar 1914 beteiligte sich die Tiger an einer Geschwaderreise nach Thailand und durch indonesische und philippinische Gewässer.

## Kriegsbeginn
Zuletzt vor Tientsin im Einsatz, war die Tiger seit dem 4. Juli 1914 wieder in Tsingtau und sollte eigentlich auf den Jangtse gehen. Wegen der Krisenlage in Europa wurde sie zurückgehalten. Besatzung und Waffen waren für die Ausrüstung eines Hilfskreuzers vorgesehen. Als Anfang August 1914 der Reichspostdampfer Prinz Eitel Friedrich des Norddeutschen Lloyd eintraf, wurde die Bewaffnung des Bootes auf die Prinz Eitel Friedrich  geschafft und letztere damit und mit dem Großteil der Besatzung der Tiger zum Hilfskreuzer ausgerüstet. Das Schwesterschiff Luchs gab in gleichem Umfang Waffen und Besatzung ab. Kommandant des Hilfskreuzers wurde der bisherige Kommandant der Luchs, Korvettenkapitän Thierichens.

## Kommandanten
| April 1900     | Korvettenkapitän Xaver von Mittelstaedt (1860–1937)                                |
| Mai 1902       | Korvettenkapitän Friedrich Schrader (1865–1937)                                    |
| September 1903 | Kapitänleutnant Moritz Deimling (1875–1905) posthum befördert zum Korvettenkapitän |
| November 1905  | Korvettenkapitän Hans von Abeken (1867–1945)                                       |
| November 1906  | Korvettenkapitän Walter von Koß                                                    |
| Juni 1908      | Korvettenkapitän Richard Ackermann (1869–1930) 1914–18 Kommandant Goeben           |
| Mai 1910       | Korvettenkapitän Gustav Luppe (1872–1953)                                          |
| Mai 1912       | Korvettenkapitän Oskar Böcker (1875–1934)                                          |
| Juni 1914      | Korvettenkapitän Karl von Bodecker (1875–1957)                                     |

Die Tiger selbst wurde am 29. September 1914, während der Belagerung von Tsingtau durch die Japaner, zusammen mit den Schwesterschiffen Iltis und Luchs und dem alten Kanonenboot Cormoran, von ihrer Restbesatzung auf Position 36° 3′ N, 120° 16′ O versenkt, um sie nicht in feindliche Hände fallen zu lassen.